# Amerila melanthus
Amerila melanthus là một loài bướm đêm thuộc phân họ Arctiinae, họ Erebidae.